# ベースボール・アメリカ・マイナーリーグ年間最優秀選手賞
ベースボール・アメリカ・マイナーリーグ年間最優秀選手賞（Baseball America Minor League Player of the Year Award）はベースボール・アメリカ選出の最も活躍したマイナーリーグの選手に贈られる賞。1981年に創設された 。

## 歴代受賞者

### 1980年代
- 1981年 - マイク・マーシャル（一塁手）
- 1982年 - ロン・キトル（外野手）
- 1983年 - ドワイト・グッデン（投手）
- 1984年 - マイク・バイレッキー（投手）
- 1985年 - ホセ・カンセコ（外野手）
- 1986年 - グレッグ・ジェフリーズ（遊撃手）
- 1987年 - グレッグ・ジェフリーズ（遊撃手）
- 1988年 - トム・ゴードン（投手）
- 1989年 - サンディー・アロマー・ジュニア（捕手）

### 1990年代
- 1990年 - フランク・トーマス（一塁手）
- 1991年 - デレク・ベル（外野手）
- 1992年 - ティム・サーモン（外野手）
- 1993年 - マニー・ラミレス（外野手）
- 1994年 - デレク・ジーター（遊撃手）
- 1995年 - アンドリュー・ジョーンズ（外野手）
- 1996年 - アンドリュー・ジョーンズ（外野手）
- 1997年 - ポール・コネルコ（一塁手）
- 1998年 - エリック・チャベス（三塁手）
- 1999年 - リック・アンキール（投手）

### 2000年代
- 2000年 - ジョン・ラウシュ（投手）
- 2001年 - ジョシュ・ベケット（投手）
- 2002年 - ロッコ・バルデッリ（外野手）
- 2003年 - ジョー・マウアー（捕手）
- 2004年 - ジェフ・フランシス（投手）
- 2005年 - デルモン・ヤング（外野手）
- 2006年 - アレックス・ゴードン（三塁手）
- 2007年 - ジェイ・ブルース（外野手）
- 2008年 - マット・ウィータース（捕手）
- 2009年 - ジェイソン・ヘイワード（外野手）

### 2010年代
- 2010年 - ジェレミー・ヘリクソン（投手）
- 2011年 - マイク・トラウト（外野手）
- 2012年 - ウィル・マイヤーズ（外野手）
- 2013年 - バイロン・バクストン（外野手）
- 2014年 - クリス・ブライアント（三塁手）
- 2015年 - ブレイク・スネル（投手）
- 2016年 - ヨアン・モンカダ（二塁手）
- 2017年 - ロナルド・アクーニャ・ジュニア（外野手）
- 2018年 - ブラディミール・ゲレーロ・ジュニア（三塁手）
- 2019年 - ギャビン・ラックス

### 2020年代
2020年はCOVID-19の影響でマイナーリーグ未開催の為選出されなかった。
- 2021年 - ボビー・ウィット・ジュニア （遊撃手）
- 2022年 - ガナー・ヘンダーソン （遊撃手）
- 2023年 - ジャクソン・ホリデイ （遊撃手）